# Itayanagi, Aomori
Itayanagi (板柳町 Itayanagi-machi) là thị trấn thuộc huyện Kitatsugaru, tỉnh Aomori, Nhật Bản. Tính đến ngày 1 tháng 10 năm 2020, dân số ước tính thị trấn là 12.700 người và mật độ dân số là 300 người/km2. Tổng diện tích thị trấn là 41,88 km2.

## Địa lý

### Đô thị lân cận
- Tỉnh Aomori
  - Aomori
  - Hirosaki
  - Goshogawara
  - Tsuruta
  - Fujisaki